# Toma Szécsényi
Toma Szécsényi (în maghiară Szécsényi Tamás), (n. 1285 – d. 18 septembrie 1354) a fost voievod al Transilvaniei între anii 1321-1342.